# Космос-1867
Космос-1867 је један од преко 2400 совјетских вјештачких сателита лансираних у оквиру програма Космос.
Космос-1867 је лансиран са космодрома Тјуратам, Бајконур, СССР, 10. јула 1987. Ракета-носач је поставила сателит у орбиту око планете Земље. 